# Orthobula charitonovi
Orthobula charitonovi là một loài nhện trong họ Phrurolithidae.
Loài này thuộc chi Orthobula. Orthobula charitonovi được miêu tả năm 1986 bởi Mikhailov.